# Fragaria × ananassa

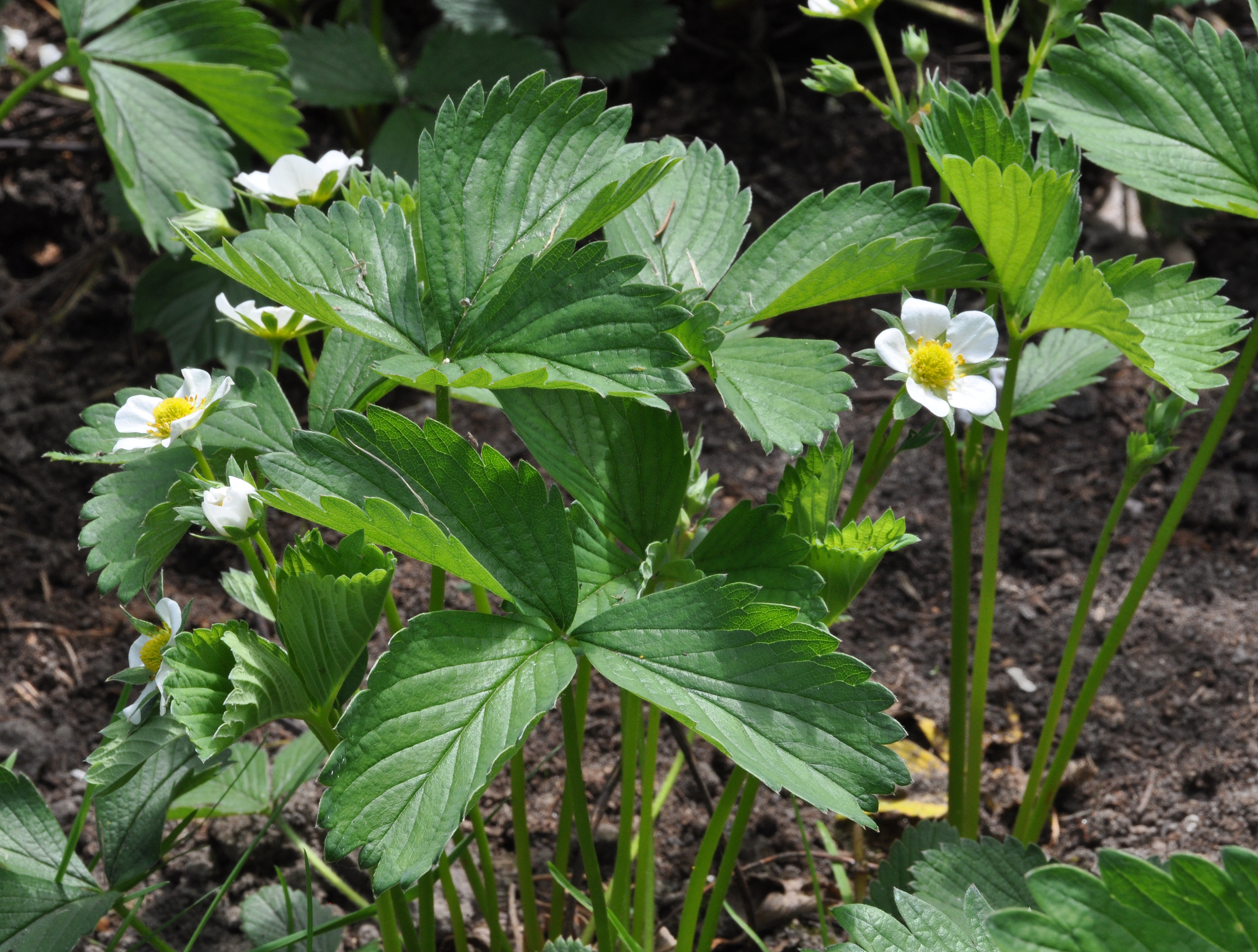
Aspecto general en floración.

Fragaria × ananassa, llamada comúnmente frutilla, fresón, fresibaya o fresa, y sus cultivares emparentados, es la variedad más común de Fragaria cultivada mundialmente. Como todas las fresas, es de la familia Rosaceae; su fruta es técnicamente conocida como infrutescencia, ya que la parte carnosa no se deriva del ovario de la planta (aquenio), sino del hipantio que sostiene los ovarios. 
Es originaria de Europa a principios del siglo XVIII, y representa el cruce experimental de Fragaria chiloensis de Chile (presente hoy en día desde Norteamérica hasta la Patagonia) y conocida por su gran tamaño, y Fragaria virginiana del este de Norteamérica, notable por su fino sabor.

## Cultivo

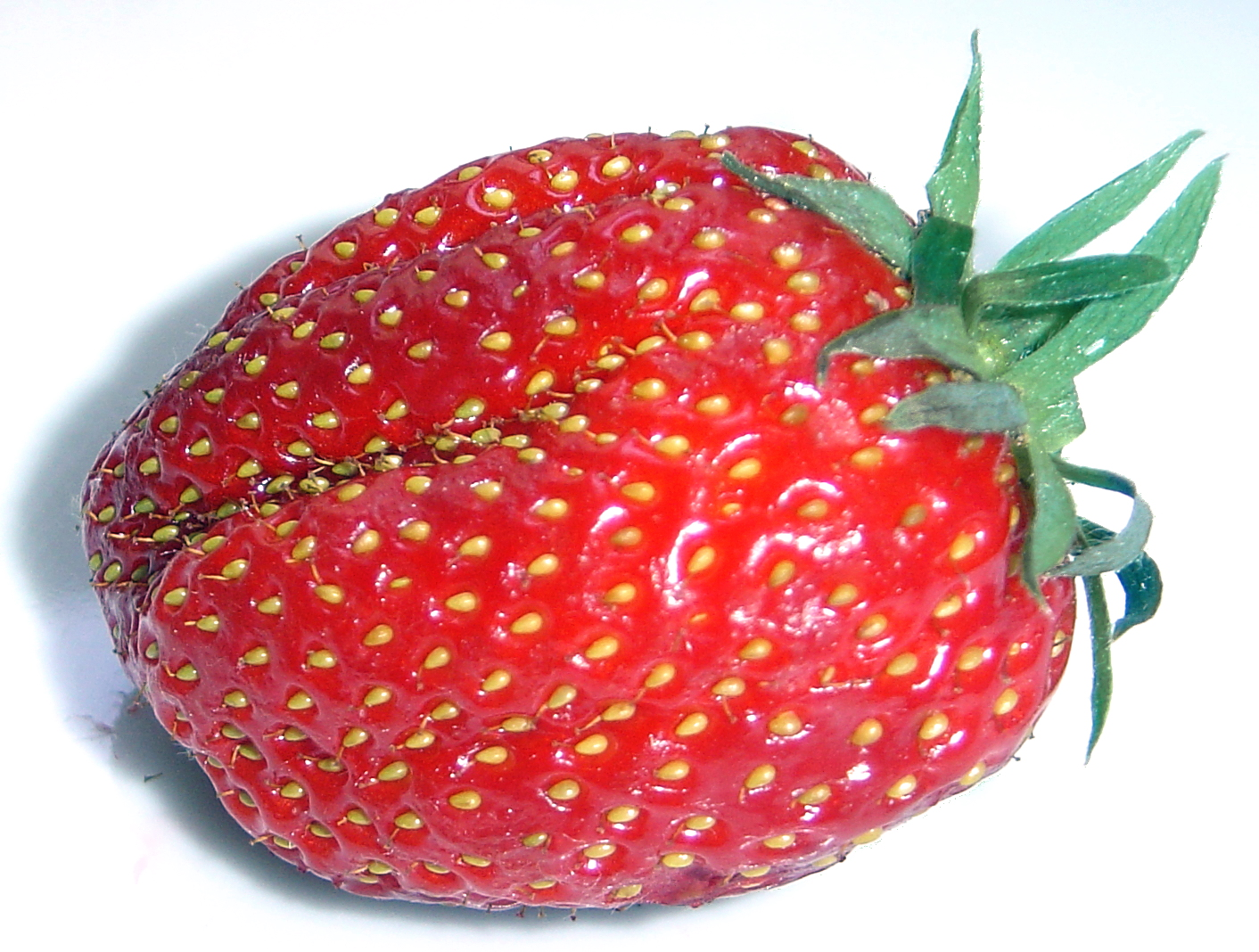
Fragaria x ananassa 'Gariguette', cultivar del sur de Francia.

Los cultivos de esta especie han reemplazado en la producción comercial a la fresa salvaje (Fragaria vesca), que era la primera especie de fresa cultivada en el siglo XVII.
Las variedades de frutilla varían fuertemente en tamaño, color, sabor, forma, grado de fertilidad, estación de maduración, sensibilidad a enfermedades, constitución de la planta. Algunas varían en follaje, en el desarrollo relativo de sus órganos sexuales. En muchos casos, las flores parecen hermafroditas en estructura, pero funcionan tanto como macho o hembra.[cita requerida]
En producción comercial, las plantas se propagan por estolones, y generalmente se distribuyen tanto a raíz desnuda o en pequeñas macetas. El cultivo sigue uno o dos modelos, plasticultura anual, o un sistema perenne de filas o montículos. Una pequeña cantidad se produce en invernáculos durante la estación baja.
La mayoría de la producción moderna comercial usa el sistema de plasticultura. En este método, camas enraizadas se forman cada año y se cubren con plástico negro, que previene de crecimiento de maleza y erosión, bajo la cual corre el entubado de riego. Las plantas, usualmente obtenidas de invernáculos, se plantan en agujeros hechos en el momento. Los estolones se eliminan, para que la energía de la planta se dirija hacia el desarrollo de la fruta. Al fin de la estación de cosecha, el plástico se quita y las plantas se ponen dentro de la tierra. Debido a que las de más de un año o dos comienzan a declinar en productividad y en calidad de fruta, este sistema de reemplazo de plantas cada año permite mejorar el rendimiento y dar más densidad de plantación. Sin embargo, al requerir una mayor estación de crecimiento para permitir establecer las plantas cada año, y por incrementarse costos en términos de formación y cubrimiento y de compra de plantas cada año, no siempre es práctico para todas las áreas.[cita requerida]
El otro método mayor es mantener las mismas plantas de año en año. Los brotes de plantas establecidas serían suficientes para enraizarse en el suelo adyacente a las plantas, que deberían mantenerse, ligeras y finas, o ponerlas en pequeñas macetas para enraizarse. No bien se producen algunas hojas en cada brote secundario, se corta. Y al estar bien enraizada se trasplantan. Lo mejor es un suelo limoso, bien húmedo. La tierra de 5–10 cm de profundidad, con buen abono, con una considerable parte bien cerca de las raíces, 25–30 cm de la superficie. Las plantas se separan 50–60 cm entre sí.
La plantación debería renovarse cada segundo o tercer año, o menos frecuentemente si está libre de brotes, si las hojas viejas se cortan después de la fruta ha sido obtenida. Un tope de limo es beneficioso si se pone antes de que las plantas comiencen a brotar en primavera, pero después de ese periodo no deberían molestarse durante el verano, tanto en raíces como en la parte aérea. 
Si las plantas producen demasiadas camadas de flores, si se pretende fruta grande, se reduce a cerca de cuatro de las más fuertes. Generalmente la floración de más abajo dará la fruta mayor, más temprana y mejor. La fruta no debe sacarse sino hasta bastante madura, y luego, si es posible, mantenerla bien seca, sin calentarse por el sol. [cita requerida]
Un acolchado de paja se pone entre las hileras en primavera, y sirve para guardar la humedad del suelo y mantener la fruta limpia, tanto como mejorar la alimentación a las plantas. Si no se precisan, los brotes se cortan tempranamente, para promover la maduración de la fruta. Las plantas se mojan durante el tiempo seco, después que la fruta se hizo, y ocasionalmente hasta que comienza a colorear. No bien la fruta está lista, los brotes se remueven nuevamente, y la tierra se trabaja refinándola.

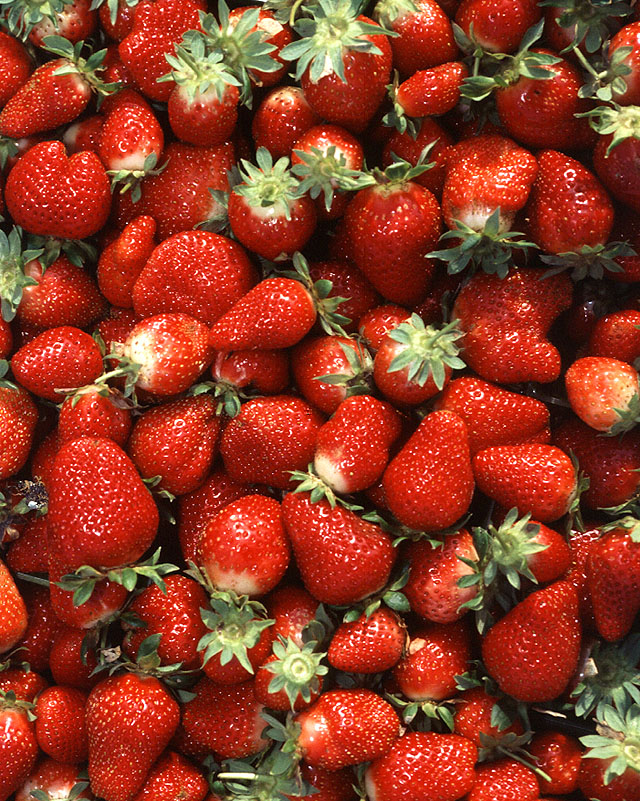
Fragaria × ananassa 'Chandler', una variedad de días cortos, California.

Las frutillas con frecuencia se agrupan de acuerdo a su hábito de floración. Tradicionalmente, se dividen entre "las de junio" que son las que producen la fruta temprano en el verano, y "de todas las estaciones", que dan varias cosechas de fruta a lo largo de la estación. Más recientemente, la investigación ha mostrado que las frutillas tienen tres hábitos básicos de florecer: de día corto, de día largo, y de día neutral. Se refiere a la sensibilidad a la longitud del día de la planta y al tipo de fotoperiodo que induce la formación de flores. Los cultivares de día neutral producen flores no afectados por el fotoperiodo. Muchas variedades comerciales de frutilla son tanto de día corto como de neutral.
Aunque raramente se produzca comercialmente, las frutillas pueden propagarse por semilla, y algunos cultivares propagados por semilla se han desarrollado para uso hogareño. Las semillas se adquieren comercialmente, o se sacan de fruta madurada tempranamente en el verano. Al momento se siembran, tanto en exterior con cubierta protectora, o en macetas, o mejor aún en marzo bajo vidrio, produciendo fruta en junio de ese mismo año. El suelo debe estar rico y ligero, y las semillas muy ligeramente cubiertas por tamizado sobre ellas, junto con residuos de hojas o estiércol viejo de vaca, bien descompuesto. Cuando aparezcan las plántulas y ya tengan cinco o seis hojas, se trasplantan a donde permanecerán para crecer. Las semillas en potes pueden ayudarse con algo de calor, y cuando las plántulas ya sean más fuertes, se repican en suelo fino rico, y en junio se transfieren a tierra afuera para crecer.[cita requerida]

## Polinización
Muchos cultivares son sumamente autopolinizados, por lo que podrían lograr fruta sin intervención de insectos; pero la actividad positiva de las abejas ha mostrado su excelencia en polinizar, resultando en mejores y más grandes frutillas. Los productores comerciales suelen colocar colmenas bien distribuidas en el campo para incrementar las poblaciones apícolas.[cita requerida]

### Forzado

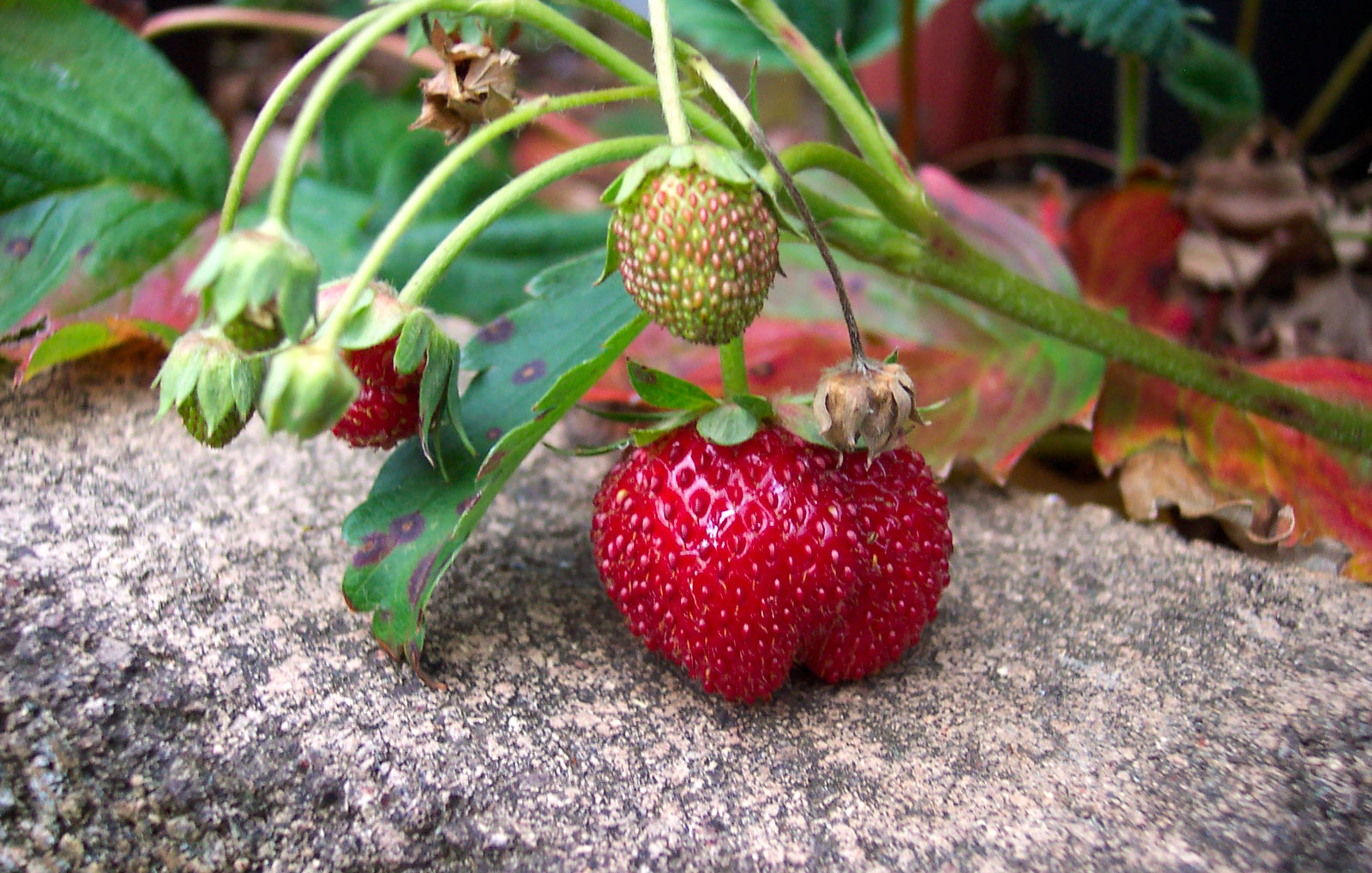
Fresa madura y verde.

Los brotes propagados por forzado se ponen dentro de potes de 7,5 cm, llenados con suelo fértil, y apretados con una pieza de rafia, una estaca o una piedra. Si se mantienen bien mojado, pronto formarán plantas independientes. Las más tempranas en prosperar serán las mejores. 
Cuando están firmemente enraizadas, se sacan y se transfieren a macetas bien drenables de 15 cm, de limo fuertemente abonado, con el suelo bien apretado dentro, sin dar lugar a espacios vacíos. En heladas severas, deberán cubrirse con camada seca o helechos secos, sin ser necesario ponerlos bajo cubierta. Solo van a galpones por necesidad extrema.[cita requerida]
Los puntos principales a tener en cuenta en vista a forzar fresas, son:
- usar plantas fuertes, con hojas bien grandes para exponerse al sol, y
- crecer lentamente hasta el momento en que la fruta aparece.

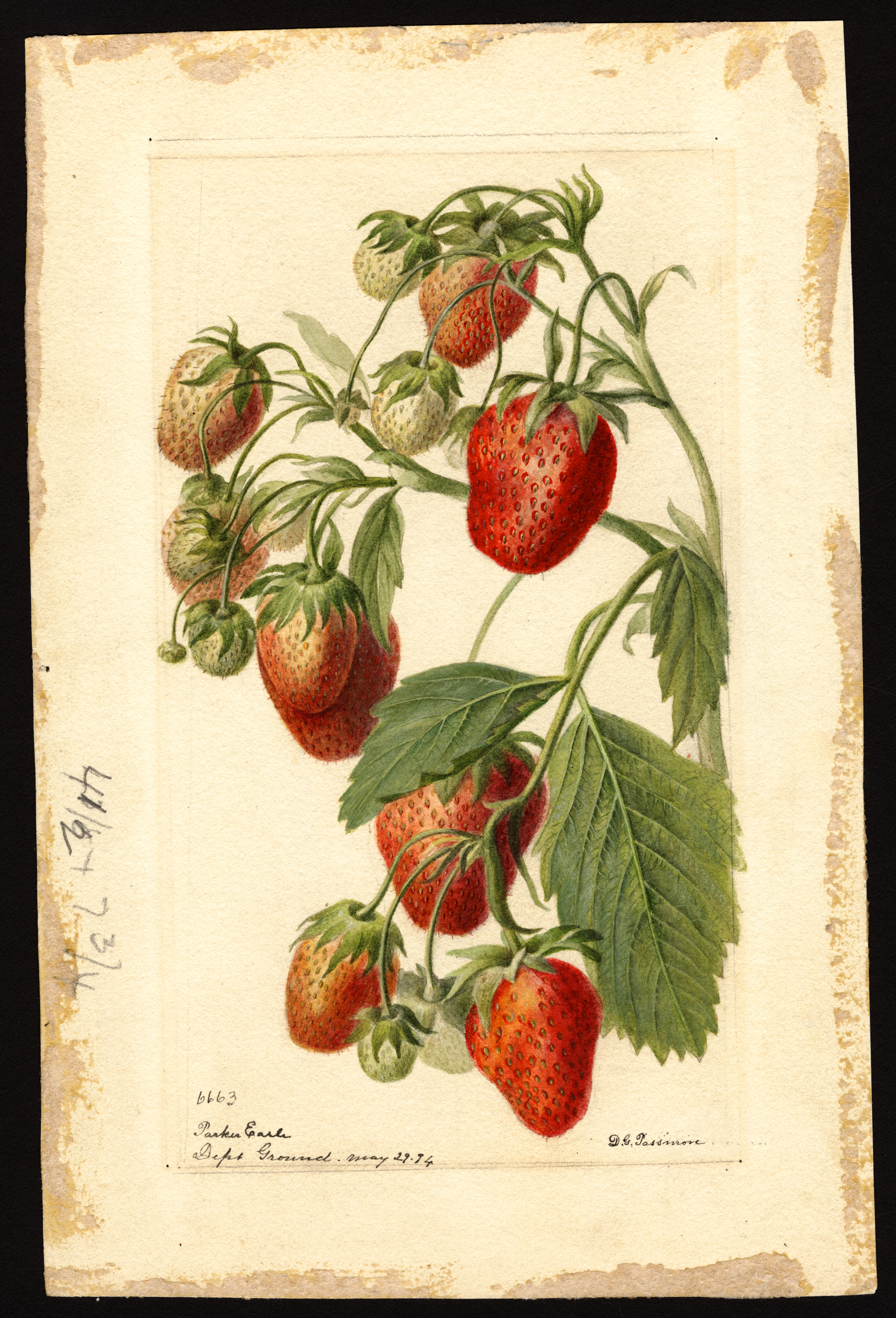
Acuarela del cultivar 'Parker Earle', 1890.

Al exponerlas por primera vez al calor, la temperatura no debe exceder 8 a 10 °C, y el aire debe ser de libre circulación; para que las hojas aparezcan delgadas y delicadas, mantenemos calor menos fuerte y más aire circulante, y temperaturas promedios de 13 °C por día puede llevarse fundamentalmente mientras las plantas están en flor.[cita requerida]
Cuando la fruta se está produciendo, el calor puede gradualmente incrementarse, hasta el periodo de maduración, de 18 a 24 °C ya con calor solar. Mientras la fruta se engrosa, no se debe permitir que las plantas sufran sequía, pero al comenzar a colorearse no se precisa agua, siendo solo requerido lo absoluto para mantener las hojas trabajando. Las plantas deben quitarse del galpón en cuanto el cultivo se madure. Las plantas forzadas y apropiadamente rusticadas serán las primeras plantaciones externas, y si se hace temprano en verano, en buena tierra, producirán excelentes cultivos otoñales.

### Enfermedades
Los mayores ataques problemáticos de hongos al fresal son: mildiu y mancha de la hoja. Como todos los mildius, ataca las hojas y se expande al fruto, cubriéndolos con micelio blanco. La espora de hongo es la misma que causa mildiu en lúpulo (Sphaerotheca humuli), y su desarrollo es grandemente favorecido al exponerlo a estrés: frías sequías, o bajas temperaturas nocturnas. El asperjado del follaje con sulfito de potasio (K2S) (en solución acuosa de 1:40 por volumen) ayuda, pero ya no se las puede asperjar cuando se está desarrollando la fruta.[cita requerida]
La mancha de la hoja la causa el hongo Sphaerella fragariae. Su primer síntoma es el aparecer manchas pequeñas, circulares, blancas, en las hojas, con márgenes anchos, definidos, rojizos oscuros. En estas manchas se desarrolla un micelio blanco, y más tarde sigue sus fructificaciones (la forma perfecta del hongo), que se muestran al ojo desnudo como diminutas manchas negras en las manchas necróticas blancas de la hoja. El sulfito de potasio también puede usarse como contra el mildiu, o, quizás mejor, caldo bordelés. Algunos recomiendan poda fuerte de hojas después de fructificar, y dar vuelta las camas para destruir el hongo en las hojas.
Las larvas de Meloloniha vulgaris, Hepialus humuli y la Cetonia aurata (Scarabaeidae) frecuentemente se las encuentra comiendo las raíces de la fresa, y hacen considerable dañolarvas humli. Los imagos de Cetonia aurata frecuentemente dañan flores por devorarles sus centros, y suele agravarse en los galpones de forzado particularmente. La carnívora Pterostichus nigra y la Harpalus rufimanus (Carabidae), atacan de noche, cuando la fruta está madura, retornando al suelo en el día. Pueden capturarse colocando recipientes con algún atractivo, como carne y agua, a intervalos en las camadas. Los milpies también aparecen sobre la fruta madura, pero normalmente cuando el suelo es muy rico en materia orgánica, y pobre en cal. Las babosas y los caracoles también atacan la fruta, como también los pájaros. Se pueden usar pellets para reducir su número, con versiones disponibles seguras para niños y fauna benéfica. Soluciones orgánicas para los ataques de babosas incluyen cerveza.[cita requerida]

## Producción mundial
| Principales productores de fresa (2018) (toneladas) | Principales productores de fresa (2018) (toneladas) |
| --------------------------------------------------- | --------------------------------------------------- |
| China                                               | 2.955.453                                           |
| Estados Unidos                                      | 1.296.272                                           |
| México                                              | 653.639                                             |
| Turquía                                             | 440.968                                             |
| Egipto                                              | 362.639                                             |
| España                                              | 344.679                                             |
| Corea del Sur                                       | 213.054                                             |
| Rusia                                               | 199.000                                             |
| Polonia                                             | 195.578                                             |
| Japón                                               | 163.486                                             |
| Marruecos                                           | 143.440                                             |
| Alemania                                            | 141.693                                             |
| Reino Unido                                         | 131.639                                             |
| Italia                                              | 119.223                                             |

Fuente:

## Usos
Además de consumirse frescas, secas o en postres preparados, las fresas se pueden congelar o elaborar como conserva. 
Las fresas se consumen con mayor frecuencia:
- enteras, al natural, con azúcar, nata (crème fraîche, crème chantilly), vino, a veces limón, sal, incluso chocolate;
- en repostería en forma de tartas de fresa, fresas, fresas Melba;
- en trozos en los yogures;
- en helados o sorbetes;
- en mermelada o jalea (después de deshuesar);
- en coulis;

Tanto el fruto como sus productos derivados y su aroma es un ingrediente popular que se añade a productos lácteos. Su sabor y fragancia son características populares entre los consumidores, por lo que se utilizan en una amplia variedad de productos manufacturados, como comidas, bebidas, perfumes o cosméticos.

## Nutrición
Cada 100 g de fresas constituye aproximadamente 30 kcal (140 kJ) y es una excelente fuente de vitamina C y de flavonoides.

## Taxonomía

Nombre común («fresa» o «frutilla») según país.

La especie fue descrita inicialmente como Fragaria chiloensis var. ananassa por Antoine Nicolas Duchesne y tanto validado como publicado por Richard Weston en Botanicus Universalis et hortulanus 2: 329, en 1771, actualmente, es tanto un sinónimo como el basónimo de esta; y ulteriormente, sería elevada a híbrido por Antoine Nicolas Duchesne y tanto validado como publicado por François Rozier en Cours Complet d'Agriculture Théorique, Pratique, Économique, et de Médecine Rurale et Vétérinaire 5: 52, t. 5, f. 1, en 1785.

#### Etimología
Fragaria: nombre genérico que proviene del latín fraga, ‘fresa’, que se deriva de fragum, ‘fragante’, donde se refiere a la fragancia de la fruta.
ananassa: epíteto